# 小小妖怪阿奇、柯奇、索奇
《小小妖怪阿奇、柯奇、索奇》（日语：ちいさなおばけアッチ・コッチ・ソッチ）是一部日本電視動畫片，以小野愛子和佐佐木洋子的圖畫書《小阿姨系列》（由楊樹公司出版）為本。 1991年4月9日至1992年4月7日於日本電視台播出。

## 故事簡介
三個小鬧鬼的主角是廚師學徒阿奇、理髮師學徒科奇、索奇就讀人類小學，與一般形象的鬧鬼不同，他性格很好，而且他看起來很可愛，所以很容易被當作人類孩子對待，但有時候會以透明和飛行等特殊能力給人們帶來驚喜。

## 登場角色
阿奇（聲優：鉄炮塚葉子）
住在米多裡餐廳的廚師閣樓上。
柯奇（聲優：矢島晶子）
理髮師學徒
索奇（聲優：山田妙子(川田妙子)）

## 工作人員
- 原作:河野洋平，佐佐木洋子
- 導演:小林治
- 系列構成:田口信光
- 人物設計:川口順子
- 美術監督:池田裕治
- 攝影總監:渡邊賢一
- 編輯:松村正弘
- 音樂:池毅
- 音響監督:壺井正
- 動畫製作人:豐田東彥
- 效果:伊努埃弘（動畫聲音）
- 製作人:Toru Horiechi（日本電視臺），宮口明彥（Hakuhodo），小池百合子（Studio Pierrot）
- 制作、著作:日本電視台、博報堂、Studio Pierrot、パステルハウス

## 主題曲
片头曲
『ちっちゃなおばけのうた』
作詞：角野栄子，作曲：池毅，編曲：岩田雅之，歌：平野レミ
片尾曲
『いないいないおばけ』
作詞 - 角野栄子，作曲 - 池毅，編曲 - 岩田雅之，歌：平野レミ

## 播放電視台
| 播出日期                    | 播出時間                      | 電視台     | 地區   | 備考     |
| --------------------------- | ----------------------------- | ---------- | ------ | -------- |
| 1991年4月9日 - 1992年4月7日 | 火曜日 17:00 - 17:30          | 日本電視台 | 關東   | 製作局   |
| 1992年1月15日 - 6月2日      | 月曜日 - 金曜日 17:30 - 17:45 | 北日本放送 | 富山県 | 延遲播出 |

### 海外播放
此動畫由美國Saban發行冠以"Three Little Ghosts: Afraid of the Dark"為名，並於波蘭及瑞典播出。
香港亞洲電視亦購入此動畫之海外版本，並冠以"呵呢吉蒂"為名，於1996年4月30日至7月8日期間播放。

## 外部連結
- ぴえろの作品情報ページ
- ポプラ社ホームページ （页面存档备份，存于）
- Three Little Ghosts（動畫）在動畫新聞網百科全書中的資料（英文）